# Per Juul
Per Juul Rankløve (født 5. juli 1948 i Glostrup) er en dansk sanger, komponist og guitarist. Han er uddannet cand.mag. i dansk og teaterhistorie.
Han debuterede som sanger i Tivolis Vise-Vers-Hus i 1968. Han udsendte i sin første plade i 1969 i form af en fordanskning af Arlo Guthries "Alice's Restaurant".
Han skrev blandt andet "Mit navn er Steen", der blev et stort hit i 1971, og under oliekrisen i 1973-1974 udgav han "Spar på energien".

## Diskografi
Per Juul har udgivet følgende album under eget navn:
- Per Juul (1972)
- Mælkevejscowboyens kærlighedaodyssé (1976)
- Alice's Restaurant (1982)